# NS 1600 (stoomlocomotief)
De serie NS 1600 was een serie sneltreinstoomlocomotieven van de Nederlandse Spoorwegen (NS) en diens voorgangers Maatschappij tot Exploitatie van Staatsspoorwegen (SS), Hollandsche IJzeren Spoorweg-Maatschappij (HSM) en Nederlandsche Rhijnspoorweg-Maatschappij (NRS).
Twee locomotieven van de serie 359-408 (360 en 395) waren betrokken bij de Treinramp Twello (1900).

## NRS 101-109 (HSM 350-358, NS 1601-1609)
In 1889 bestelde de Nederlandsche Rhijnspoorweg-Maatschappij (NRS) negen locomotieven met de nummers 101-109 bij de fabriek van Sharp Stewart and Company te Glasgow. De asindeling van de locomotieven was 2'B. Dit waren bij aanschaf de eerste Nederlandse locomotieven met een loopdraaistel vóór de drijfwielen. Dit waren de laatste door de NRS bestelde locomotieven. Een jaar later, in 1890 werd de NRS opgeheven en werd het materieel verdeeld over de Hollandsche IJzeren Spoorweg-Maatschappij (HSM) en Maatschappij tot Exploitatie van Staatsspoorwegen (SS). De locomotieven 101, 102, 103, 108 en 109 gingen naar de SS en kregen de SS nummers 1101-1103 en 1108-1109. De 104-107 gingen naar de HSM en kregen daar de HSM nummers 350-353. 
Omdat de locomotieven te lang waren voor de kleine draaischijven van de SS heeft de SS de vijf locomotieven een jaar later, in 1891, overgedaan aan de HSM, waar ze de nummers 354-358 kregen. 
Vanwege het loopdraaistel voor de drijfwielen, ook wel een bogie genoemd, en de herkomst van de Rhijnspoor kregen deze machines bij de HSM de bijnaam "Rhijnbogen".
Met het samenvoegen van het materieelpark van de HSM en SS werden de locomotieven in 1921 in de NS nummering 1601-1609 ondergebracht. In de jaren 1935-1938 werden deze locomotieven buiten dienst gesteld met uitzondering van de 1604, welke het nog volhield tot 1940. Deze 1604 werd verkozen om te worden bewaard voor het Nederlands Spoorwegmuseum in Utrecht en opgeborgen in de locomotievenloods te Maastricht, waar de locomotief door oorlogsomstandigheden op 8 september 1944 fors beschadigd werd. Na de Tweede Wereldoorlog werd de locomotief door de NS hoofdwerkplaats in Tilburg volledig gerestaureerd en teruggebracht in de bruine uitvoering van de NRS met het oorspronkelijke nummer 107. Sinds maart 1955 is de NRS 107 opgesteld in het Spoorwegmuseum. Na de verbouwing van het Spoorwegmuseum tussen 2003 en 2005 werd de locomotief op een verhoging geplaatst zodat de locomotief ook van de onderzijde te bezichtigen is.

## HSM 359-408 (NS 1610-1659)

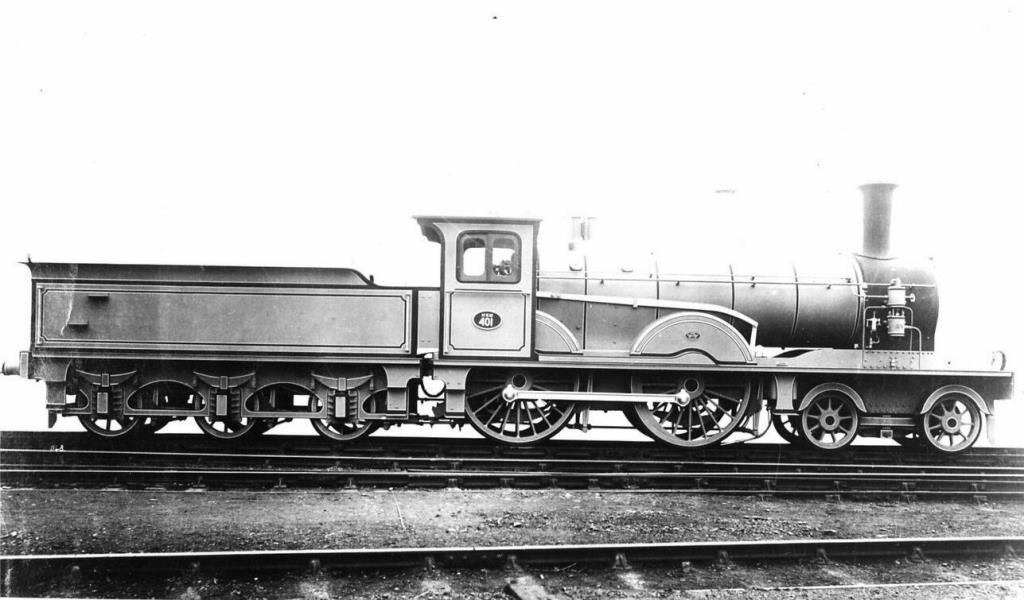
De HSM 401 bij aflevering.

De van de NRS en SS overgenomen locomotieven bevielen de HSM zo goed, dat er bij Sharp Stewart and Company 40 stuks nabesteld werden. Deze kwamen tussen 1891 en 1892 met de nummers 359-398 in dienst. In 1900 volgde nog een bestelling van 5 stuks bij Sharp Stewart and Company met de nummers 399-403. Ten slotte werden in 1903 de door North British Locomotive Company, waarin Sharp Stewart and Company inmiddels was opgegaan, gebouwde serie 404-408 in dienst gesteld.
In 1921 werden de locomotieven vernummerd in de NS serie 1610-1659. De 1614, 1633, 1636, 1637 en 1646 werden in 1921 voorzien van een oververhitter. Het lag in de bedoeling om de hele serie daarvan te voorzien, maar wegens tegenvallende resultaten bleef het bij deze vijf locomotieven. 
In de jaren 1936-1949 werden de ze buiten dienst gesteld. De 1614, welke in 1938 was afgevoerd en in Zwolle als stationaire ketel voor de stoomverwarming werd gebruikt, werd in 1940 weer in dienst gesteld waarbij de oververhitterelementen werden "kortgesloten". Locomotief 1622 werd in 1949 als laatste uit deze serie afgevoerd.

## Verhuur

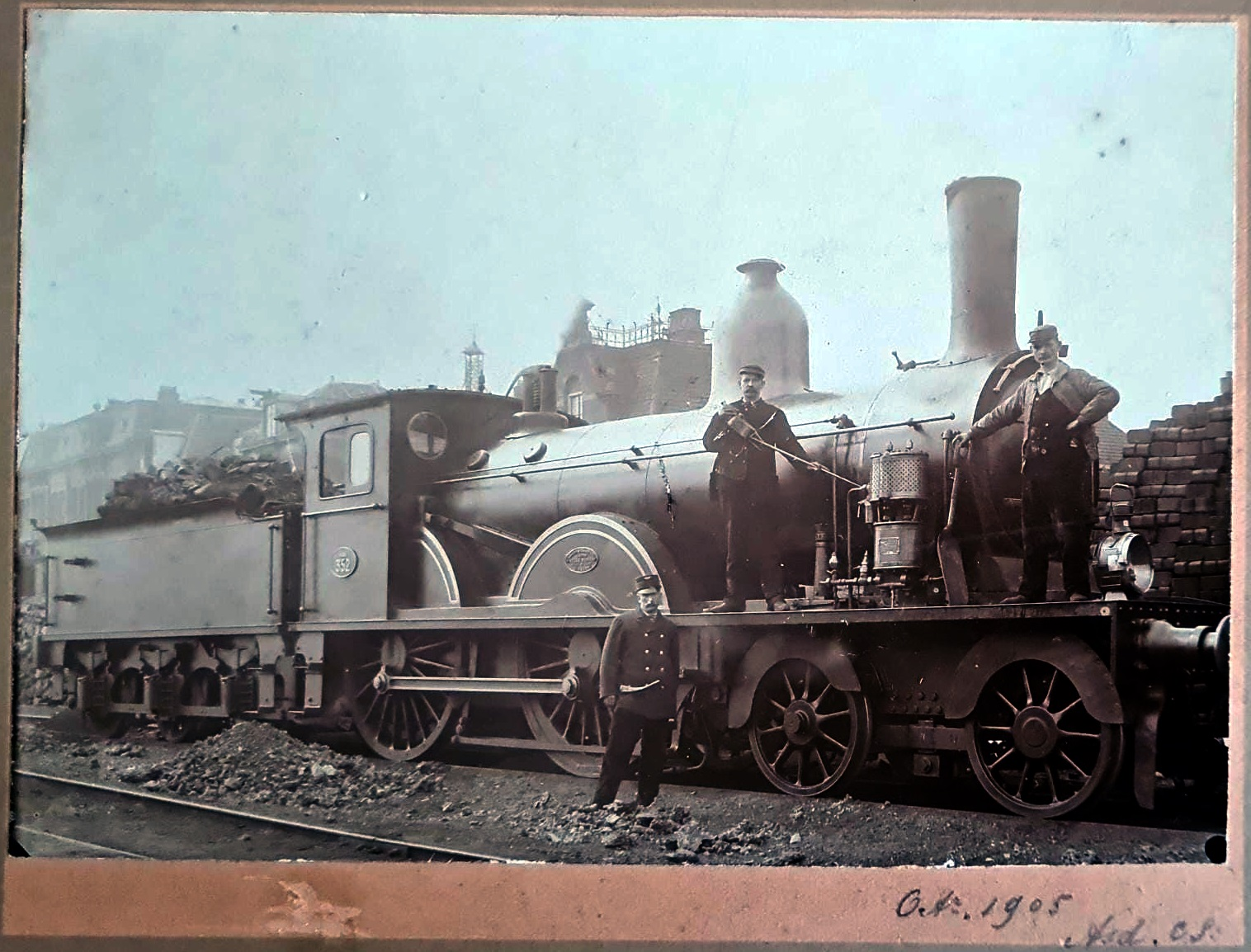
De HSM 352 in dienst in 1905 op Amsterdam Centraal Station.

Naast de NRS, HSM, SS en NS hebben enkele locomotieven van deze series ook bij de Nederlandsche Centraal-Spoorweg-Maatschappij (NCS) gereden. In 1889 huurde de NCS enige maanden locomotief 105 van de NRS. Omdat de draaischijf te Zwolle te klein was werden elke dag de locomotief en tender los van elkaar op de draaischijf gedraaid en omgerangeerd. In 1917 huurde de NCS een paar maanden de locomotieven 390, 395 en 405 van de HSM.

## Overzicht
| Fabrikant                        | Fabrieksnummer  | Bouwjaar | NRS nummer  | SS nummer  | HSM nummer  | NS nummer  | Afvoer    | Bijzonderheden                                                                     |
| -------------------------------- | --------------- | -------- | ----------- | ---------- | ----------- | ---------- | --------- | ---------------------------------------------------------------------------------- |
| Sharp Stewart and Company        | 3557            | 1889     | 101         | 1101       | 354         | 1605       | 1936      |                                                                                    |
| Sharp Stewart and Company        | 3558            | 1889     | 102         | 1102       | 355         | 1606       | 1935      |                                                                                    |
| Sharp Stewart and Company        | 3559            | 1889     | 103         | 1103       | 356         | 1607       | 1935      |                                                                                    |
| Sharp Stewart and Company        | 3560            | 1889     | 104         |            | 350         | 1601       | 1935      |                                                                                    |
| Sharp Stewart and Company        | 3561            | 1889     | 105         |            | 351         | 1602       | 1935      |                                                                                    |
| Sharp Stewart and Company        | 3562            | 1889     | 106         |            | 352         | 1603       | 1937      |                                                                                    |
| Sharp Stewart and Company        | 3563            | 1889     | 107         |            | 353         | 1604       | 1940      | Teruggebracht in de staat als NRS 107, bewaard door het Nederlands Spoorwegmuseum. |
| Sharp Stewart and Company        | 3564            | 1889     | 108         | 1108       | 357         | 1608       | 1938      |                                                                                    |
| Sharp Stewart and Company        | 3565            | 1889     | 109         | 1109       | 358         | 1609       | 1938      |                                                                                    |
| Fabrikant                        | Fabrieksnummers | Bouwjaar | NRS nummers | SS nummers | HSM nummers | NS nummers | Afvoer    | Bijzonderheden                                                                     |
| Sharp Stewart and Company        | 3740-3747       | 1891     |             |            | 359-366     | 1610-1617  | 1938-1948 | NS 1614 vermist na de Tweede Wereldoorlog.                                         |
| Sharp Stewart and Company        | 3748-3759       | 1892     |             |            | 367-378     | 1618-1629  | 1936-1949 |                                                                                    |
| Sharp Stewart and Company        | 3814-3833       | 1892     |             |            | 379-398     | 1630-1649  | 1936-1948 |                                                                                    |
| Sharp Stewart and Company        | 4620-4624       | 1900     |             |            | 399-403     | 1650-1654  | 1938-1947 |                                                                                    |
| North British Locomotive Company | 15898-15902     | 1903     |             |            | 404-408     | 1655-1659  | 1937-1948 |                                                                                    |